# 近畿日本ツーリスト北海道
株式会社近畿日本ツーリスト北海道（きんきにっぽんツーリストほっかいどう）は、かつて存在した近畿日本ツーリストグループの旅行会社。北海道札幌市中央区に本社を置いていた。

## 概要
2009年11月、地域の実情に合った営業展開を行うため、近畿日本ツーリスト（初代法人。現・KNT-CTホールディングス）の北海道地域の団体旅行事業の分社化を目的として設立。2010年1月に北海道の支店・営業所の団体旅行業務が移管され業務を開始した。新会社設立後は地域密着型の営業を展開し、企業や官公庁などの出張や研修旅行、各種団体が開催する国際会議やイベント、学校の修学旅行といった団体旅行を強化する。
2012年からは、近畿日本ツーリスト本体からの個人事業の譲受、KNTツーリスト（近畿日本ツーリスト個人旅行に合併）からの北海道地区店舗の移管を受け、個人旅行を取り扱うことになり、総合旅行会社となった。
2021年10月1日、地域子会社統合により近畿日本ツーリスト首都圏（現：近畿日本ツーリスト（3代））に吸収合併され解散した。

## 沿革
- 2009年（平成21年）
  - 10月23日 - 近畿日本ツーリスト（初代）の取締役会にて北海道に新会社設立を決定。
  - 11月17日 - 株式会社近畿日本ツーリスト北海道として設立。
- 2010年（平成22年）
  - 1月1日 - 近畿日本ツーリスト（初代）から北海道の団体旅行事業を譲受し、営業を開始。
  - 7月1日 - KNTツーリスト（後の近畿日本ツーリスト個人旅行）から札幌営業所・札幌市役所内旅行コーナー・旭川営業所・帯広藤丸営業所の業務移管を受ける[4]。
- 2012年（平成24年）1月1日 - 近畿日本ツーリスト（初代）から個人旅行事業を譲受、また旧KNTツーリスト（後の近畿日本ツーリスト個人旅行）からの北海道地区店舗の移管を受け[5]総合旅行会社となる。
- 2021年（令和3年）10月1日 - 株式会社近畿日本ツーリスト首都圏に吸収合併され解散。近畿日本ツーリスト株式会社（3代）の一部となる。

## 主な系列会社
- 株式会社近畿日本ツーリスト東北
- 株式会社近畿日本ツーリスト関東
- 株式会社近畿日本ツーリスト首都圏
- 株式会社近畿日本ツーリスト中部
- 株式会社近畿日本ツーリスト関西
- 株式会社近畿日本ツーリスト中国四国
- 株式会社近畿日本ツーリスト九州
- 株式会社近畿日本ツーリスト沖縄
- 株式会社近畿日本ツーリスト神奈川（旧：相鉄観光株式会社）
- クラブツーリズム株式会社